# Џеронимо
Џеронимо (енгл. Geronimo, чирикавски Goyaałé; 16. јун 1829 — 17. фебруар 1909) није био поглавица племена већ врач и један од истакнутих вођа потплемена Бедонко апачког племена Чирикава (енгл. Chiricahua).
Право име му је било Којале (Онај који зева), и вероватно последњи припадник банде Бедонкохе. Родио се код Турки Крика, притоке реке Гила, данашња држава Аризона, али у то време Мексико. Одгајан по племенским обичајима, имао је много жена и најмање шесторо деце.
Прву жену убили су му Мексиканци нападом на његов логор док су мушкарци трговали у граду. Осим жене и троје деце, убили су му и мајку. Његова мржња била је неописива, а поглавица Мангас Колорадос послао га је да доведе поглавицу под именом Кочиз и његове ратнике који је требало да помогну у освети.
Име Џеронимо добио је јер је извршио покољ над Мексиканцима на празник Светог Јеронима. О њему је кружио мит да га меци не могу убити. Био је и код председника САД. Од 1858. до 1886. борио се и бежао пред Мексиканцима, касније Американцима. По његовим речима, никад није био поглавица, већ војни вођа. Последњи је поглавица Индијанаца, који се предао војсци САД. То се догодило 4. септембра 1886. године у Кањону костура, кад се Џеронимо, са 38 људи стрмоглавио у кањон и предао америчком генералу Нелсон Еплтон Мајлсу. Родну Аризону никад више није видео.
Прешао је у хришћанство, али су га због коцкања избацили из Цркве. Јахао је на паради када је устоличен Теодор Рузвелт. Преживљавао је продајући разгледнице и сличне ствари. Умро је у Форт Силу са 80 година од упале плућа.